# Oron (Moselle)
Oron település Franciaországban, Moselle megyében. Lakosainak száma 107 fő (2022. január 1.). Oron Château-Bréhain, Chicourt, Fonteny, Frémery, Hannocourt, Vannecourt és Viviers községekkel határos.

## Népesség
A település népességének változása:
| Lakosok száma | 122  | 107  | 109  | 111  | 100  | 93   | 94   | 101  | 105  | 107  |
|               | 1968 | 1982 | 1990 | 2006 | 2013 | 2015 | 2017 | 2019 | 2020 | 2022 |